# نیلکی مصری
نیلکی مصری (نام علمی: Tephrosia apollinea) نام یک گونه از سرده نیلکی است.